# Главный конструктор (фильм)
«Гла́вный констру́ктор» — советский двухсерийный художественный телефильм режиссёра Владимира Семакова. Создан по мотивам повести Якова Резника «Сотворение брони» и реальных событий, связанных с созданием танка Т-34 на Харьковском паровозостроительном заводе. Премьера телефильма состоялась 5 октября 1980 года по первой программе ЦТ.

## Сюжет
Зима 1940 года, идёт Финская война. До начала Великой Отечественной войны оставалось 16 месяцев. Страна остро нуждалась в современном и надежном вооружении, поскольку боевые машины, состоящие в тот момент на вооружении в СССР, уже давно безнадёжно устарели.
На одном из ленинградских военных заводов начальником конструкторского бюро недавно назначили молодого конструктора Михаила Кошкина, ранее работавшего директором кондитерского комбината. Приняв КБ, ему передали все наработки негодного проекта среднего танка старого конструктора Семён Семёновича. Во время испытаний танк вязнет в болоте. Всю ответственность за провал Кошкин перед главой комиссии, заместителем наркома Рагозиным, берёт на себя. Во время тяжёлого разговора о конфликте с бывшим главным конструктором Семён Семёновичем, тот ему честно говорит: «У меня нет права на ошибку, а у тебя есть». Но у Кошкина есть свой проект среднего танка, который он и воплощает, перейдя на Южный завод.
Были созданы две демонстрационные машины, но из заявки на показ новых танков в Кремле их вычеркивает замнаркома Рагозин, вспоминая первую встречу с Кошкиным в болоте. Одновременно Рагозин присылает три месяца на завод опытного танкиста, воевавшего в Испании, майора Гаевого с приказом «всё проверять».
Чтобы доказать совершенство своего танка Т-34, Кошкин принимает решение зимой идти 1500 км своим ходом в Москву, убеждая в этом директора завода и втайне от Гаевого. При этом в Москве Т-34 поддерживает заместитель главы Наркомата вооружений. Два танка Т-34 и гусеничный тягач — «техничка» идут по бездорожью.
Получив доклад, Рагозин приказывает Гаевому перехватить танки и вернуть их на завод, одновременно вызывая в Москву с документацией директора завода и начальника производства. На полпути Гаевой всё-таки перехватывает танки на железнодорожном переезде, но после переговоров разрешает вместе с ним идти дальше, но только до первой поломки. Вскоре помощники Кошкина подначивают Гаевого нерешительностью в принятии самостоятельных решений и он не выдерживает — садится за рычаги танка и начинает проверять его в зимнем поле. Влетев в овраг, Гаевой ломает фрикцион и получает травму головы, но восхищается новой машиной. Колонна идёт дальше, Кошкин простудился и еле держится на ногах, в результате чего Гаевой принимает решение вести колонну сам.
17 марта колонна прибывает в Москву и Рагозин отправляет один Т-34 на испытательный полигон для проверки брони танка. Все пушечные снаряды рикошетят и Рогозин восхищенно благодарит Кошкина. На следующий день танк показывают в Кремле Сталину и утверждают.
Весна. На обратном пути Кошкин, чтобы добрать недостающие до заводских испытаний 3000 км, предлагает команде идти обратно в Харьков по весенней распутице своим ходом…

## Исторические события
Фильм основан на реальных событиях.
В декабре 1936 года начальником танкового КБ Харьковского паровозостроительного завода (с 1937 года — «завод № 183») назначен М. И. Кошкин — человек с большим опытом организационной работы. Быстро разобравшись в сложной производственной ситуации, Кошкин поставил задачу: сохранив сотрудников и не оставляя работ по улучшению конструкции танков, выпускаемых серийно, создать танк нового поколения: «Работать не вдогонку, а на обгон! В конструировании использовать не аналог, а тенденцию. Внедрить такой новый танк, который был бы длительное время перспективным и не требовал существенных изменений».
Под руководством М. И. Кошкина в конце 1930-х годов созданы опытные средние танки А-20 (колёсно-гусеничный), А-32 (гусеничный) и на его базе — легендарный Т-34 (гусеничный, с дизель-мотором В-2). В апреле 1939 года М. Кошкин назначен главным конструктором завода № 183. 19 декабря 1939 года Комитет обороны СССР принял на вооружение РККА танк А-34 (Т-34), изготовленный заводом № 183. Были созданы две демонстрационные машины. Но к концу февраля 1940 года ни одна машина не прошла необходимый пробег. Стало очевидно, что завершить весь объём испытаний до правительственного показа, назначенного на март, не удастся. Без этого танки не могли быть допущены к демонстрации. Тогда возникла идея перегнать оба танка А-34 (Т-34) из Харькова в Москву своим ходом и набрать таким образом необходимый километраж. На специальном заседании парткома завода ответственным исполнителем пробега был назначен М. Кошкин. Пройдя тяжёлый заснеженный путь, оба танка прибыли в Москву, отлично прошли испытания, а затем также своим ходом возвратились в Харьков. 31 марта 1940 года танк Т-34 утверждён к серийному производству на заводах Харькова и Сталинграда. Пробег двух танков Харьков — Москва — Харьков стоил Кошкину жизни: Михаил Ильич сильно простудился в пути, получил осложнения, и 26 сентября 1940 года его не стало.

## В ролях
| Актёр                  | Роль                                                                                                |
| ---------------------- | --------------------------------------------------------------------------------------------------- |
| Борис Невзоров         | Михаил Ильич Кошкин главный конструктор                                                             |
| Юрий Каюров            | Григорий Иванович Рагозин (прототип — Маршал Советского Союза Г. И. Кулик) заместитель наркома      |
| Николай Пеньков        | Павел Иванович Гаевой майор                                                                         |
| Валентина Панина       | Галина Юрьевна жена Степаря, врач                                                                   |
| Владимир Гусев         | Антон Павлович Степарь начальник производства                                                       |
| Алексей Крыченков      | Жора Битов                                                                                          |
| Нуржуман Ихтымбаев     | Ходжиков военпред                                                                                   |
| Борис Борисов          | Директор завода Иван                                                                                |
| Александр Пороховщиков | Александр Николаевич Мальцев (прототип — Малышев Вячеслав или А. А. Горегляд) нарком машиностроения |
| Владимир Суворов       | Дядя Гриша                                                                                          |

В эпизодах
- Надежда Озерова — Маринка, инженер
- Александр Карин — Шура
- Иван Дмитриев — Семён Семёнович Войцеховский, старый главный конструктор (вероятный прототип — А. Я. Дик)
- Нина Фёдорова — жена Михаила Кошкина
- Ия Шаблакова — подруга Галины
- Юрий Воробьёв — Иннокентий Синицин, инженер
- Галина Лапина — Дуняша
- Наталья Ланцова — дежурная по ж/д переезду
- Николай Бадьев — проводник
- Евгений Меньшов — Володя, адъютант Рагозина
- М. Ховзун
- Василий Скворцов

## Факты
- Интрига с недопущением танков на показ правительству в Москве является вымыслом. Акция была спланирована и одобрена. Цель — демонстрация ходовых возможностей новой модели в тяжелых погодных условиях, что было особенно актуально после зимней войны с Финляндией.
- В фильме показан танк более поздней модификации Т-34-85, серийно выпускавшийся с 1944 года[1].
- В роли тягача «Ворошиловец» (в реальности их было два) — «технички», сопровождавшей два танка Т-34 на марше, — участвовал послевоенный тягач АТ-Л[1].
- Вместо паровозов в фильме сняты тепловозы ТГК.
- В судьбе танка дважды участвовал Иосиф Сталин. В феврале 1939 года, на очередном заседании Комитета Обороны, приняв проект будущего танка А-32. И в ночь на 17 марта, разрешив участие танка в Государственных испытаниях.
- На самом деле конструктор Михаил Кошкин, воодушевлённый приёмом в Москве после испытаний, в обратный путь отправился на тех же танках, будучи уже тяжело больным, что спровоцировало дальнейшие осложнения и смерть.
- В конце фильма говорится о более 50 тыс. выпущенных танков Т-34. Если быть точнее, то за годы Великой Отечественной войны было выпущено почти 60 тыс. танков Т-34 и Т-34-85. С учетом САУ на базе танка Т-34 — 65,5 тыс.[2] Если учитывать послевоенный выпуск — почти 66 тыс. танков и более 74 тыс. ед. с учетом САУ.